# Stigmatophora chekiangensis
Stigmatophora chekiangensis là một loài bướm đêm thuộc phân họ Arctiinae, họ Erebidae.